# Jandoba
Jandoba (ros. Яндоба) – wieś (dieriewnia) w Rosji, w Czuwaszji, w rejonie alikowskim. W 2010 liczyła 110 mieszkańców.